# Konnubium
Konnubium (von lateinisch conubium) ist die Bezeichnung für die Verbindung zwischen ursprünglich voneinander abgegrenzten gesellschaftlichen Gruppen durch Heirat, beispielsweise zwischen Adeligen und gesellschaftlich aufgestiegenen Bürgerlichen. Das „offene“ Konnubium bzw. der „offene“ Heiratskreis (Exogamie) gilt als wichtiger Indikator für Annäherung und gegenseitige Anerkennung beider Gruppen (Ebenbürtigkeit). Bezogen auf einzelne Familien gilt es als Maßstab für die soziale Stellung einer Familie.
So wird die Heiratspolitik der Fugger mit einem ausschließlich altadeligen Konnubium als eine zentrale Grundlage deren sozialen Aufstiegs gesehen.
Umgekehrt dient das sogenannte „geschlossene“ Konnubium bzw. der „geschlossene“ Heiratskreis (Endogamie), also Heiraten nur innerhalb der gleichen sozialen Gruppe, der Abgrenzung gegenüber anderen (als nicht ebenbürtig erachteten) Gruppen: „Die durch Vorrang der Rechte und Pflichten vor dem Volk, zunächst den Bauern, vom Hochmittelalter an auch der Stadtbürger, hervorgehobene Herrenschicht, deren Stand erblich und demgemäß stets darauf gerichtet war, sich durch geschlossenes Konnubium vom Volk abzuschließen.“